# Crips
I Crips sono una delle più antiche e famigerate bande di strada di Los Angeles, California, fondata nel 1969 da Raymond Washington e Stanley Williams. Dopo i piani di espansione nelle periferie contigue losangeline, la banda è stata coinvolta in casi di omicidio e traffici di droga anche in altre zone degli Stati Uniti d'America come New York.
I suoi membri indossano tradizionalmente abiti blu. Storicamente, i membri sono stati principalmente di origine afro-americana. Sono una delle associazioni di strada più grandi e violente negli Stati Uniti. Con un numero di membri tra 30.000 e 35.000 nel 2008, sono stati coinvolti in omicidi, rapine e spaccio di droga, tra gli altri crimini, e sono rivali storici dei Bloods.

## Storia
La storia dei Crips ha avuto inizio nel 1969 quando, subito dopo la sua uscita dalla prigione di Downey, in California, il sedicenne Stanley Williams, detto Tookie, incontrò Raymond Washington, anch'egli cresciuto nella South Central L.A., una delle periferie urbane con il più alto tasso di violenza e criminalità di tutta Los Angeles; entrambi coltivavano il sogno di unire sotto un'unica banda tutti i membri delle gang locali dei lati est e ovest di quella zona per difenderla dalle pericolose incursioni dei gruppi rivali dal vicino quartiere di Inglewood. Buona parte dei primi Crips non andava oltre i 17 anni di età, ed erano suddivisi in due fazioni: gli East Side, guidati da Washington, mentre Williams, che frequentava la Washington High School, era a capo dei West Side. Come spiegato dallo stesso Williams nel suo libro di memorie Blue Rage, Black Redemption: A Memoir (2004), i Crips decisero di adottare il colore blu come segno di riconoscimento in memoria di Curtis "Buddha" Morrow, uno dei membri storici della gang rimasto ucciso durante una sparatoria il 23 febbraio 1973, poiché era solito indossare t-shirt, bandane e scarpe Levi's esclusivamente azzurre.

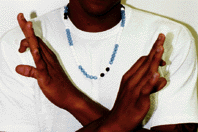
Il gesto della banda fatto con le mani

Tuttavia, l'11 marzo Washington venne arrestato per furto e condannato a cinque anni da scontare nel Deuel Vocational Institution di Tracy, in California, da cui fu rilasciato alla fine degli anni 1970, ma al suo ritorno a Los Angeles ritrovò i Crips diventati molto più influenti e spesso venivano coinvolti in scontri a fuoco, dichiarandosi profondamente deluso all'involuzione che aveva intrapreso la gang in sua assenza. Sei anni più tardi, il 9 agosto 1979, venne ucciso all'età di soli 25 anni in una sparatoria tra auto in corsa, quando ormai aveva rotto qualsiasi contatto con i Crips. I responsabili dell'omicidio non sono mai stati identificati e il caso resta tutt'oggi irrisolto.
Nel 1978 i Crips sets (sottogruppi della gang) più rinomati erano 45, specializzati nella vendita illegale di PCP, marijuana e anfetamine, e malgrado Williams avesse giustificato la loro fondazione come risposta all'incontrollato dilagare di violenza nei quartieri più poveri di Los Angeles, le forze dell'ordine evidenziarono un vertiginoso aumento dei crimini violenti attribuiti ai membri delle gang, spingendo molti giovani ad aggregarvisi a bande come i LA's Rollin' 60 Nhood Crips (Westside Rich Rollin' 60 Neighborhood Crips), Rollin' 30 Nhood Crips (Westside Rollin' 30 Neighborhood Crips aka Dirty 30s), Watts' Grape Street Watts Crips (che indossò il viola opposto al blu), Long Beach's Insane Crips, e i Compton's South Side Compton Crips. In reazione a ciò, molte delle piccole gang rimaste fuori formarono un'alleanza che più tardi prese il nome di Bloods che, contrariamente a un'idea diffusa ma errata, non si misero in lotta con i Crips, che nel frattempo dovettero sedare lotte interne tra i Rollin' 60s e gli 83rd Street Ganster Crips ("Eight-Trey" ma pronunciato "A-Trey"), che dal 1979 detengono la rivalità più radicata a Los Angeles.
Nella sola Los Angeles sono oggi presenti all'incirca 12.000 Crips, 5.000 Bloods, 30.000 affiliati a gang latine. Il tasso di omicidi collegati alle bande è di circa 250 ogni anno. Nei penitenziari della California si contano 1.500 Crips e 1.000 Bloods. Al fine di arginare la violenza tra Crips e Bloods, recentemente è stato stretto un accordo di non violenza: il contenuto di questo testo è largamente ispirato agli ideali sostenuti dal fondatore dei Crips, Stanley Tookie Williams, nel suo libro Tookie Protocol For Peace. Sebbene la violenza si sia ridotta dopo la stesura di questo compromesso, le gang dei quartieri uccidono ancora e la guerra per il controllo delle varie aree non sembra avviarsi a una soluzione.

## Origine del nome
Il primo nome della gang, "Avenue Babies", fu poi modificato in "Cribs" o "Cribs Street" (alludendo al nome di una specifica strada), perché babies non si addiceva più all'età media dei membri. Il termine "Crips" venne usato per la prima volta dal giornale Los Angeles Sentinel, in un articolo di cronaca sulla criminalità giovanile. Sul significato e l'origine della parola "Crips", vengono date diverse interpretazioni da chi ha assistito alla nascita della gang. Ad esempio:
- C.R.I.P.: Community (o California) Revolution In Progress;
- C.R.I.P.: Community Resources for an Independent People.

## Identificazione

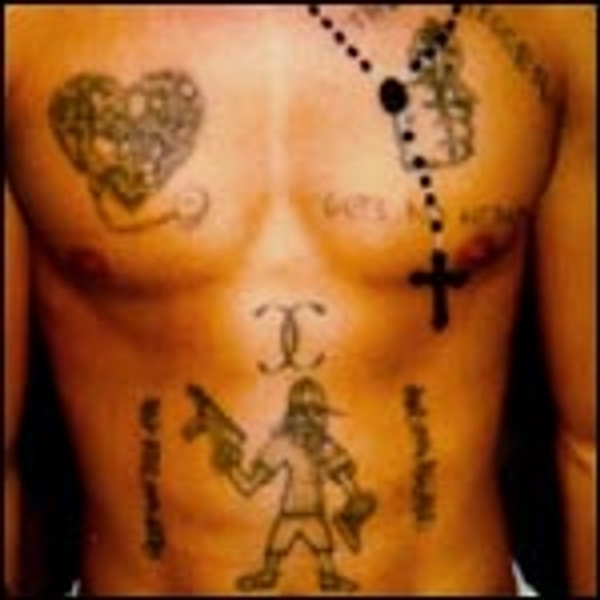
Dei tatuaggi di un membro della gang

Ai tempi della fondazione della gang, i Crips adottarono il colore blu come segno di riconoscimento, forse con riferimento alla Washington High School (situata nella parte sud di Los Angeles) che ha il blu come colore caratteristico.
Nel vestiario tipico dei Crips si trovano bandana blu, camicia scacchi blu e scarpe sportive come le British Knights (la sigla della marca "B.K." viene interpretata dai Crips come "Bloods Killers") o le Converse "Chuck Taylor" All Stars.

### Cappelli da Baseball come simbolo di appartenenza
- Il cappello degli 80's Houston Astros con la "H" e la stella è indossato dagli Hoover Crips.
- Il cappello dei San Francisco Giants con la "SF" è indossato dai 74th Street Crips o Seven-Fo.
- Il cappello dei San Diego Padres con la "SD" è indossato dai 62nd Street Crips o Six-Duece.
- Il cappello dei Chicago Cubs con la lettera "C" è indossato da tutti i Crips.
- Il cappello dei Los Angeles Dodgers risulta molto popolare grazie al colore.
- Il cappello dei Michigan Wolverines con la lettera "M" è indossato dai Main Street Gangster Crips.
- Il cappello dei Brooklyn Dodgers con la lettera "B" è indossato dai Broadway Gangster Crips.

## Pratiche

### Linguaggio

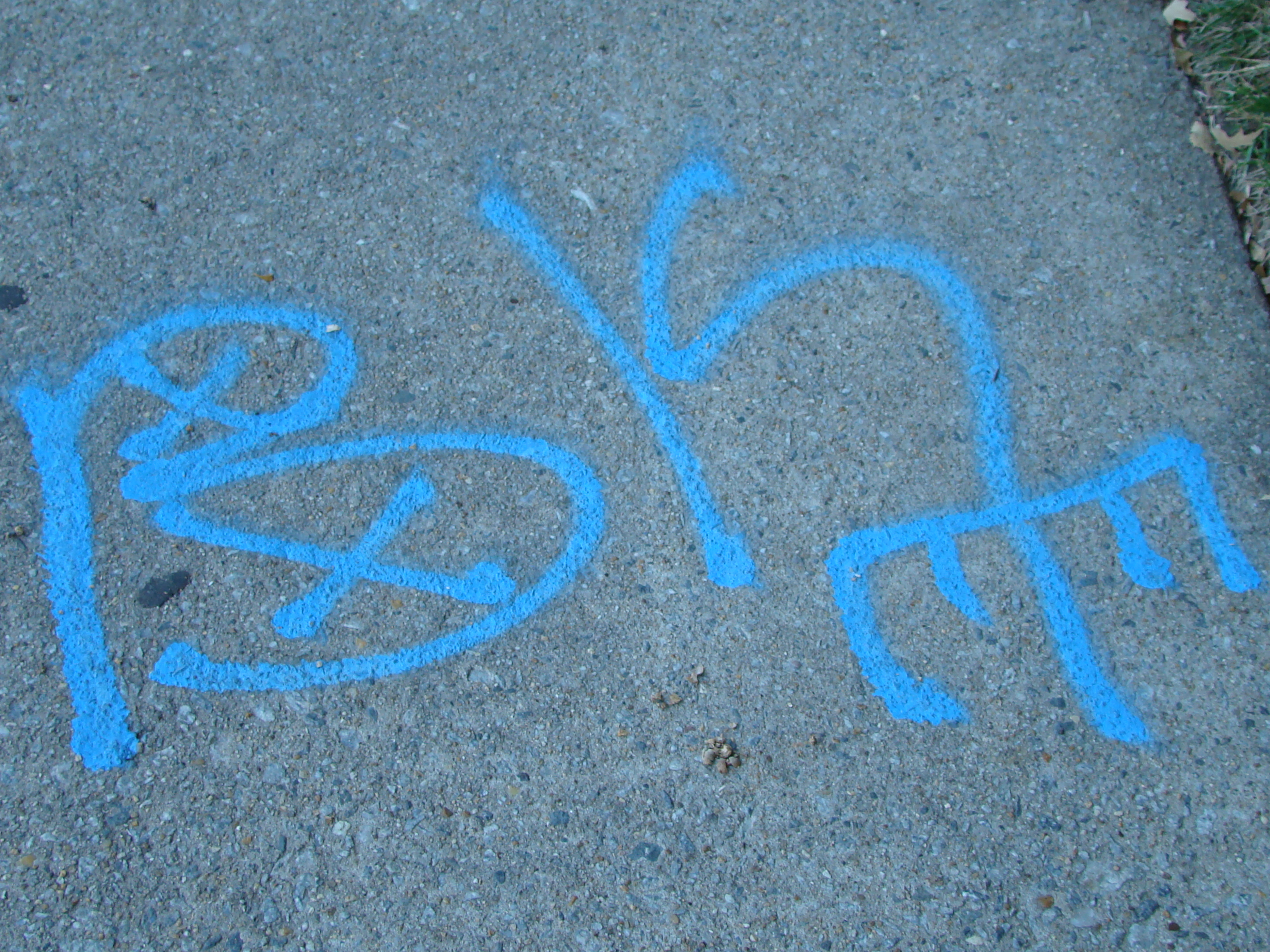
"BK" ("bloods killer"), graffito fatto in Virginia

Diverse pratiche della vita dei Crips generalmente includono graffiti, sostituzioni ed eliminazioni di particolari lettere dell'alfabeto. La lettera "b" nella parola blood (cioè "sangue") viene interpretata come una mancanza di rispetto, oltre ad essere scritta con una croce al suo interno a causa della sua associazione con il nemico, mentre le lettere "CK", che stanno per "Crip killer", sono evitate e sostituite con una doppia "cc". Ad esempio, le parole "kick back" verranno invece scritte come "kicc bacc". Molte altre lettere vengono anche modificate a causa di associazioni simboliche. I Crips si chiamano tradizionalmente l'un l'altro come "Cuzz", che a volte viene usato come soprannome per Crip. "Granchio" è l'epiteto più irrispettoso per chiamare un Crip e può giustificare ritorsioni fatali. Come nella mafia, i membri della gang possono proporre (put on) l'ingresso nella gang di nuovi elementi che manifestino i requisiti richiesti dallo stile di vita dei Crips.

## Alleanze e rivalità

### Rivalità con i Bloods
Il principale rivale dei Crips è la gang Bloods. La rivalità risale agli anni '60, quando Raymond Washington e molti altri Crips affrontarono Sylvester Scott e Benson Owens, studenti del Centennial High School. In risposta all'attacco, Scott, che viveva a Compton, fondò la banda di strada Piru, la prima banda di strada "Bloods". Owens fondò la banda di strada del West Piru. La banda di Bloods fu inizialmente formata per fornire protezione ai membri dai Crips. Alla fine del 1972, diverse bande che si sentirono vittime dei Crip a causa dei loro crescenti attacchi si unirono ai Piru Street Boys per creare una nuova federazione di bande non Crip che in seguito sarebbero diventate conosciute come Bloods. Tra il 1972 e il 1979, la rivalità tra Crips e Bloods sarebbe cresciuta. I membri della gang dei Bloods e dei Crips occasionalmente combattono l'uno contro l'altro e sono responsabili di una parte significativa degli omicidi legati alla banda a Los Angeles.

### Alleanza con i Folk Nation
Alla fine degli anni '80 e all'inizio degli anni '90, mentre molti membri della banda Crip venivano inviati in varie carceri in tutto il paese, si formò un'alleanza tra le prigioni Crips e la Folk Nation nel Midwest e nelle carceri degli Stati Uniti meridionali. Questa alleanza è stata stabilita come mezzo per proteggere i membri della banda incarcerati nei sistemi carcerari statali e federali. Questa alleanza è tuttavia più forte all'interno delle carceri ed è meno efficace all'esterno. L'alleanza tra Crips e Folks è conosciuta come "8-ball". Un "8-ball" rotto indicherebbe un disaccordo tra Folks e Crips.

## Filmografia

### Cinema
- Colors - Colori di guerra (Colors), regia di Dennis Hopper (1988)
- Boyz n the Hood - Strade violente (Boyz n the Hood), regia di John Singleton (1991)
- South Central - Zona a rischio (South Central), regia di Stephen Milburn Anderson (1992)
- Nella giungla di cemento (Menace II Society), regia di Albert e Allen Hughes (1993)
- Gang Tapes - Per le strade di Los Angeles (Gang Tapes), regia di Adam Ripp (2001)

### Televisione
- Redemption - La pace del guerriero (Redemption: The Stan Tookie Williams Story), regia di Vondie Curtis-Hall (2004)

### Documentari
- Crips and Bloods: Made in America, regia di Stacy Peralta (2008)